# Збірна Бахрейну з хокею із шайбою
Збірна Бахрейну з хокею із шайбою — національна чоловіча збірна команда Бахрейну, яка представляє країну на міжнародних змаганнях з хокею. 

## Історія
Збірна Бахрейну провела свою першу гру 2010 року у товариському матчі проти Кувейту, у якому зазнали поразку 3:10. Наступного року збірна Бахрейну виступала на Зимових Азійських іграх. У всіх шести матчах зазнали поразки та посіла останнє дванадцяте місце. У 2012 році збірна брала участь у чемпіонаті арабських країн, програвши усі три матчі посіли останнє четверте місце. 

## Виступи на міжнародній арені
- 2011 Зимові Азійські ігри — 12 місце
- 2012 Чемпіонат арабських країн — 4 місце

## Усі матчі збірної
08.01.2010  Кувейт 10:3 Бахрейн 
28.01.2011  Малайзія 25:0 Бахрейн 
29.01.2011  Таїланд 29:0 Бахрейн 
31.01.2011  ОАЕ 25:0 Бахрейн 
01.02.2011  Монголія 21:1 Бахрейн 
02.02.2011  Киргизстан 15:10 Бахрейн 
05.02.2011  Кувейт 23:0 Бахрейн 
28.05.2012  Кувейт 13:2 Бахрейн 
29.05.2012  ОАЕ 16:0 Бахрейн 
30.05.2012  Оман 10:5 Бахрейн 
31.05.2012  ОАЕ 12:0 Бахрейн 
01.06.2012  Оман 5:1 Бахрейн 
27.02.2014  Оман 3:2 Бахрейн 
28.02.2014  Катар 3:0 Бахрейн 